# Бжозович, Эшли
Эшли Бжозович (англ. Ashley Brzozowicz; род. 17 декабря 1982, Торонто) — канадская гребчиха, выступавшая за сборную Канады по академической гребле в период 2006—2016 годов. Серебряная призёрка летних Олимпийских игр в Лондоне, обладательница серебряных и бронзовых медалей чемпионатов мира, победительница и призёрка многих регат национального значения.

## Биография
Эшли Бжозович родилась 17 декабря 1982 года в Торонто провинции Онтарио, Канада.
Заниматься академической греблей начала в 1997 году во время учёбы в St. Ignatius College Prep в Чикаго, позже обучалась в Йельском университете, где получила степень бакалавра в области истории искусств. Неоднократно принимала участие в различных студенческих регатах, в том числе в 2004 году была второй на чемпионате Национальной ассоциации студенческого спорта.
Дебютировала на взрослом международном уровне в сезоне 2006 года, когда вошла в основной состав канадской национальной сборной и выступила на чемпионате мира в Итоне, где в зачёте распашных рулевых восьмёрок заняла итоговое пятое место.
В 2007 году на мировом первенстве в Мюнхене стала шестой в восьмёрках.
Благодаря череде удачных выступлений удостоилась права защищать честь страны на летних Олимпийских играх 2008 года в Пекине, была здесь близка к попаданию в число призёров в восьмёрках, показав на финише четвёртый результат.
В 2009 году на чемпионате мира в Познани финишировала шестой в восьмёрках.
На мировом первенстве 2010 года в Карапиро стала серебряной призёркой в восьмёрках, уступив в финале экипажу из США. Кроме того, в этом сезоне отметилась победой в безрульных двойках на этапе Кубка мира в Бледе.
В 2011 году побывала на чемпионате мира в Бледе, откуда тоже привезла награду серебряного достоинства, выигранную в восьмёрках — вновь пропустила вперёд американских спортсменок.
Находясь в числе лидеров канадской национальной сборной, благополучно прошла отбор на Олимпийские игры 2012 года в Лондоне. В составе экипажа, куда также вошли гребчихи Рейчел Винберг, Криста Гюлуан, Лорен Уилкинсон, Джанин Хансон, Натали Мастраччи, Дарси Марквардт, Андреанн Морен и рулевая Лесли Томпсон-Уилли, финишировала в женских восьмёрках второй позади команды из США и тем самым завоевала серебряную олимпийскую медаль.
После лондонской Олимпиады Бжозович осталась в гребной команде Канады на ещё один олимпийский цикл и продолжила принимать участие в крупнейших международных регатах. Так, в 2013 году в восьмёрках она выиграла бронзовую медаль на этапе Кубка мира в Сиднее.
В 2014 году в восьмёрках одержала победу на этапе Кубка мира в Люцерне и стала серебряной призёркой на мировом первенстве в Амстердаме.
На чемпионате мира 2015 года в Эгбелете добавила в послужной список бронзовую награду, полученную в восьмёрках. Помимо этого, вновь была лучшей на этапе Кубка мира в Люцерне.
По окончании сезона 2016 года приняла решение завершить спортивную карьеру.